# Anne Aston
Anne Aston, född 1 januari 1948, är en skådespelare och programledare från Glasgow, Skottland.  Hon är mest känd som värd från tv-programmet The Golden Shot från sent 1960-tal och tidigt 1970-tal. 
Hennes filmroller inkluderar bland andra Up the Chastity Belt (1971) och Jason King (1971).